# Kameralamt Schöntal
Das Kameralamt Schöntal war eine Einrichtung des Königreichs Württemberg, die im Amtsbezirk Besitz und Einkommen des Staates verwaltete. Es bestand von 1806 bis 1922 in Schöntal. Das Kameralamt wurde im Rahmen der Neuordnung der Staatsfinanzverwaltung im Königreich Württemberg geschaffen.

## Geschichte
Gemäß Verordnung vom 3. April 1807 hat das Kameralamt Schöntal die Pflege Mergentheim und den Ort Sömmeringen übernommen. Durch Verordnung vom 14. Juli 1807 wurden die Patrimonialämter Aschhausen des Grafen von Zeppelin sowie Berlichingen, Jagsthausen und Rossach, zum Teil den Freiherren von Berlichingen gehörig, dem Kameralamt Schöntal zugeteilt.
Gemäß Verordnung vom 6. Juni 1819 hat das Kameralamt Schöntal infolge der Auflösung des Kameralamts Möckmühl einen Teil dieses Amtsbezirks übernommen.
Laut Verordnung vom 6. Juni 1819 hat das Kameralamt Schöntal an das Kameralamt Öhringen die Orte Sindringen mit Neuzweiflingen, Ziegelhütte und Buchhof abgetreten und Teile des Kameralamtsbezirks Künzelsau übernommen. Vom Kameralamt Mergentheim wurden die Orte Dörzbach mit Albertshof und St. Wendel, Hollenbach mit Staigerbach sowie Laibach übernommen. Ebenso wurden die Forst- und Jagdgefälle der Forstreviere Neusaß und Widdern des Forstamts Neuenstadt übernommen.
Gemäß Verfügung vom 5. November 1828 sind dem Kameralamt Schöntal die gutsherrlichen Rechte über die vom Staat erworbenen standesherrlichen Besitzungen des Fürsten von Salm-Krautheim in den Orten Alt-Krautheim mit Unterginsbach, Diebach, Eberstal, Eschenhof, Weldingsfelden, Marlach mit Altdorf, Oberginsbach und Sindeldorf übertragen worden.
Durch Verfügung vom 26. September 1839 hat das Kameralamt Schöntal die Orte Bittelbronn, Jagsthausen, Korb, Möckmühl, Olnhausen, Roigheim, Unterkessach mit Rossach, Widdern, Parzelle Reichertshausen sowie die Forstgefällverwaltung des Reviers Lampoldshausen an das Kameralamt Neuenstadt abgetreten.
Laut Verordnung vom 6. März 1843 hat das Kameralamt Schöntal die Gemeinde Hollenbach vom Kameralamt Mergentheim übernommen.